# Pimpinella ledermannii
Pimpinella ledermannii är en flockblommig växtart som beskrevs av H.Wolff. Pimpinella ledermannii ingår i släktet bockrötter, och familjen flockblommiga växter. Utöver nominatformen finns också underarten P. l. engleriana.